# Kállai Lajos
Kállai Lajos (Budapest, 1972. november 11. –) újságíró, televíziós és rádiós szerkesztő, műsorvezető.

## Tanulmányai
A Hámán Kató (későbbi neve Kalmár László) Közgazdasági Szakközépiskolában érettségizett, majd a Miskolci Egyetem Dunaújvárosi Főiskolai Karán szerzett diplomát. Tagja a Magyar Újságírók Országos Szövetségének.

## Pályafutása
Budapest első sugárzó kisközösségi rádiójában a Rádió 11-ben kezdte pályafutását, ahol előbb éjszakai műsorokat vezetett, majd hétköznap délelőtti, később pedig a szombat délutáni műsor házigazdája lett. A zenei műsorok mellett beszélgetések vezetett és híreket is szerkesztett. Utána az V. kerületi kábeltelevízió a City TV főállású szerkesztő-riportere lett, majd a XI. kerületi közösségi televíziónál a TV11-nél akkor induló „Napi híradó ” szerkesztő-műsorvezetőjeként és 1995-től a Budaörsi Városi Televízió főszerkesztőjeként folytatta, ahol ma is ő a televízió irányítója és egyben egyik műsorvezetője. A Budaörsi TV-vel párhuzamosan 1997-től a Magyar Televízió munkatársa is lett, előbb külsősként, majd állandó munkatársként, belsős státuszban. Szerkesztő-riporterként kezdte, aztán vezető szerkesztő, később kiemelt szerkesztő lett. Több mint 3000 híradó tudósítást, csaknem 400 hosszabb összeállítást készített és több mint 1000 órányi élő adás szerkesztője volt. Közben másfél évig dolgozott a SatElit Televízió híradójának szerkesztőként is. 2011-ben az akkor induló Parlament TV felelős szerkesztője lett, és a XIII. kerületi helyi televízió, a TV13 főszerkesztője és műsorvezetője.

## Munkahelyei
2011-	        TV13 – főszerkesztő, műsorvezető
2012	        Parlament Televízió - felelős szerkesztő
1997-2011	Magyar Televízió - kiemelt szerkesztő, vezető szerkesztő, szerkesztő-riporter
		Ma reggel – heti szerkesztő
	        Budapesti Híradó – vezető szerkesztő, szerkesztőségvezető-helyettes
		TV ügyvédje – felelős szerkesztő
		Hely a Nap Alatt, Árak és energia - szerkesztő
```
               A Hét, Híradó, Kriminális - riporter
```

közben 2001-2002 SatElit Televízió - híradó szerkesztő
1995-1997	TV11 - szerkesztő-műsorvezető
1995-	        Budaörsi Városi Televízió főszerkesztő, műsorvezető
1994-1995       City Televízió - szerkesztő-riporter
1991-1994       Rádió 11 – műsorvezető, szerkesztő